# Crocidura lanosa
Crocidura lanosa is een zoogdier uit de familie van de spitsmuizen (Soricidae). De wetenschappelijke naam van de soort werd voor het eerst geldig gepubliceerd door Heim de Balsac in 1968.